# Rättselberget
Rättselberget är ett naturreservat i Arvidsjaurs kommun i Norrbottens län.
Området är naturskyddat sedan 2010 och är 2,1 kvadratkilometer stort. Reservatet omfattar berget med detta namn och dess sluttningar. Reservatet består av barrblandskog i sluttningarna och tallskog högre upp. 